# ココロ転がせっ!
「ココロ転がせっ!」（ココロころがせっ!）は、T-Pistonz+KMCの13枚目のシングル。2012年7月18日にFRAMEから発売。
コロコロコミック35周年応援ソングとして製作。CDとダンス振り付けDVDが同梱される。品番はCDがPKCF-1084、DVDがPKCF-1085。販売元はキングレコード。
なお、初回プレス分には特典として「コロコロゴールド団員証」が封入される。

## 収録曲
1. ココロ転がせっ!
  - 作詞・作曲 - TPK / 編曲 - 菊谷知樹 / ブラスアレンジ - 竹上良成
  - コロコロコミック35周年応援ソング
2. ココロ転がせっ!（オリジナル・カラオケ）

### DVD
1. ココロ転がせっ!（ダンスレクチャービデオ）
2. ココロ転がせっ!（ダンスビデオ）

## エピソード
- 2012年7月1日、幕張メッセにて開催の「次世代ワールドホビーフェア」スーパーステージにて本楽曲が初披露された。[1]
- シングル通算13枚目にして初の、「イナズマイレブン」及び「イナズマイレブンGO」のオープニングテーマではない楽曲CDとなる。